# Ep Wieldraaijer
Egbert Roelof Wieldraaijer, dit Ep Wieldraaijer, né le 31 mars 1927 à Borne dans la province d'Overijssel et mort le 16 février 2017 à Enschede, est un homme politique néerlandais.

## Biographie
Membre du parti travailliste, Ep Wieldraaijer a servi dans la Chambre des Représentants de 1963 à 1974. Au cours de cette période, il a également servi en tant que membre du Parlement Européen pour les Pays-Bas de 1973 à 1974. En 1974, il a servi pour une durée de quatre ans en tant qu'échevin d'Almelo. En 1978, il a servi pour une durée de dix ans en tant que bourgmestre d'Avereest.
Il est mort le 16 février 2017 à Enschede à l'âge de 89 ans.